# Birahim Diop
Birahim Diop (* 7. Februar 1979 in Thiès) ist ein senegalesischer Fußballspieler, der zuletzt im Jahr 2012 in der Major League Soccer bei Sporting Kansas City gespielt hat.

## Karriere
Birahim Diop begann seine Karriere im Jahr 1999 beim senegalesischen Verein US Rail, wo er ein Jahr lang spielte. 2000 wechselte er zum Spitzenklub ASC Jeanne d’Arc, mit dem er in der Saison 2001 Meister wurde. Nach diesem Titelgewinn wechselte er in die Vereinigten Staaten zu den New York MetroStars. Nachdem er eigentlich für die Reservemannschaft bestimmt war, absolvierte er unter Trainer Octavio Zambrano vier Spiele in der Profimannschaft.
2003 wechselte er zu Deportivo Pereira nach Kolumbien, wo er bis 2005 spielte. Im Januar 2006 folgte er seinem alten Trainer bei den MetroStars zu CS Tiligul-Tiras Tiraspol. Bis zum Jahr 2008 absolvierte er zwanzig Spiele, in denen er drei Tore erzielte. Am 17. März 2010 kehrte er in die USA zurück und unterschrieb einen Vertrag bei den Kansas City Wizards. Auch sein Ex-Trainer Zambrano arbeitet dort als Assistenztrainer. Seine ersten beiden Tore in der MLS erzielte er am 21. August beim 4:1-Sieg über New England Revolution. Am 23. Oktober erzielte er beim 4:1-Sieg über die San José Earthquakes seinen ersten Hattrick. Zur Saison 2011 nannte sich der Verein in Sporting Kansas City um. Diop kam in dieser Saison bisher auf fünf Einsätze.
Am 26. März 2012 wurde Diop aus dem Kader von Sporting Kansas City gestrichen.

## Titel und Erfolge
ASC Jeanne d’Arc
- Senegalesischer Meister: 2001